# Diphupar 'A'
Diphupar 'A' es una ciudad censal situada en el distrito de Dimapur en el estado de Nagaland (India). Su población es de 10246 habitantes (2011). 

## Demografía
Según el censo de 2011 la población de Diphupar 'A' era de 10246 habitantes, de los cuales 5127 eran hombres y 5119 eran mujeres. Diphupar 'A'tiene una tasa media de alfabetización del 93,36%, superior a la media estatal del 79,55%: la alfabetización masculina es del 94,58%, y la alfabetización femenina del 92,11%.